# Zečevo Rogozničko
Zečevo Rogozničko falu Horvátországban Šibenik-Knin megyében. Közigazgatásilag Rogoznicához tartozik.

## Fekvése
Šibeniktől légvonalban 20, közúton 34 km-re délre, községközpontjától 4 km-re északnyugatra, Dalmácia középső részén, az azonos nevű félszigeten, fenyő- és tölgyerdők között fekszik.

## Története
Zečevo határában a Peleš-öbölben már az ókorban emberi település állt, ezt igazolják az itteni régészeti lelőhely leletei. Mai nevét nyulakban gazdag területéről kapta, mely évszázadokig velencei uralom alatt állt. 1797-ben a Velencei Köztársaság megszűnésével a település Habsburg Birodalom része lett. 1806-ban Napóleon csapatai foglalták el és 1813-ig francia uralom alatt állt. Napóleon bukása után ismét Habsburg uralom következett, mely az első világháború végéig tartott. A településnek 1880-ban 117, 1910-ben 195 lakosa volt. Az I. világháború után rövid ideig az Olasz Királyság, ezután a Szerb-Horvát-Szlovén Királyság, majd Jugoszlávia része lett. Lakossága 2011-ben 195 fő volt, akik a turizmusból és a mezőgazdaságból (szőlő, olivaolaj, füge) éltek.

## Lakosság
| Lakosság változása | Lakosság változása | Lakosság változása | Lakosság változása | Lakosság változása | Lakosság változása | Lakosság változása | Lakosság változása | Lakosság változása | Lakosság változása | Lakosság változása | Lakosság változása | Lakosság változása | Lakosság változása | Lakosság változása | Lakosság változása |
| ------------------ | ------------------ | ------------------ | ------------------ | ------------------ | ------------------ | ------------------ | ------------------ | ------------------ | ------------------ | ------------------ | ------------------ | ------------------ | ------------------ | ------------------ | ------------------ |
| 1857               | 1869               | 1880               | 1890               | 1900               | 1910               | 1921               | 1931               | 1948               | 1953               | 1961               | 1971               | 1981               | 1991               | 2001               | 2011               |
| 0                  | 0                  | 117                | 136                | 170                | 195                | 0                  | 0                  | 220                | 214                | 175                | 135                | 100                | 95                 | 147                | 195                |

(1948-ig Zečevo néven, 1857-ben, 1869-ben, 1921-ben és 1931-ben lakosságát Rogoznicához számították.)

## Nevezetességei
A település bejáratánál áll Szent József tiszteletére szentelt kápolnája. Alapkövét 1998-ban áldotta meg II. János Pál pápa spliti látogatása során. Évente csak egyszer, május 1-jén tartanak benne istentiszteletet.